# Vanessa Redgrave
Vanessa Redgrave CBE (Londres, 30 de gener de 1937) és una actriu anglesa, guanyadora dels premis Oscar i Globus d'Or.

## Biografia
Va néixer a Londres, fruit del matrimoni entre els actors Michael Redgrave (1908-1985) i Rachel Kempson (1910-2002). Pertany a la família d'actors Redgrave. D'ells, igual que el seu germà Corin Redgrave i la seva germana Lynn Redgrave, va heretar cert gust pel món de la interpretació així com una afinitat a les idees progressistes. El primer el va canalitzar ingressant en el Central School of Discurs and Drama a Londres i en la Royal Shakespeary Company, estrenant obres com La dama del mar i La gavina. El segon es materialitzaria en una llarga trajectòria de militància política i filiació amb organitzacions marxistes. Per aquestes dates Vanessa es va casar amb el director Tony Richardson, qui la convertiria en mare de Joely i Natasha Richardson. Té també un fill Carlo Nero, escriptor i realitzador, per una relació amb l'actor italià Franco Nero que va conèixer en el rodatge de la pel·lícula Camelot.

### Primers anys
El 1964 va obtenir un paper en la sèrie Adéu a les armes que li facilitaria obtenir més rols en pel·lícules com  Un home per a l'eternitat. Michelangelo Antonioni es va fixar en ella per interpretar a Jane, la dona que David Hemmings va fotografiar nua a Blow up (1966). Allà, Vanessa posava exposada a tothom, desafiant-los amb els seus poderosos braços i una cabellera indomable, i que alhora mantenia la seva independència servint-se del seu cos per ocultar els seus pits: Vanessa Redgrave es convertiria gràcies a aquesta seqüència en el prototip de dona que abraçava la causa de la revolució sexual, disposada a fervtrontollar totes les institucions que fessin falta. L'any va finalitzar amb l'obtenció del premi a la millor actriu en el Festival Internacional de Cinema de Canes per Morgan!, on va interpretar una dona burgesa que descobria el buit del seu món així com el potencial de la seva pròpia sexualitat. El gener l'acadèmia de Hollywood va anunciar que Vanessa optava a l'Oscar a la millor actriu. Finalment Elizabeth Taylor es va erigir en la guanyadora. Aleshores, en paraules del crític Mirito Torreiro, Vanessa Redgrave va passar a encarnar un prototip de dona "responsable del seu propi destí", compromesa en tota causa social, lluitadora i enormement activa.
No tot aniria bé. En aquelles dates Vanessa es va divorciar de Tony Richardson, a causa de l'afer que aquest mantenia amb l'actriu Jeanne Moreau. De l'esmentat fracàs sentimental es va refer el 1967 quan va conèixer en el rodatge de Camelot (Joshua Logan) a Franco Nero, pare del seu fill Carlo Nero. La cinta va ser massacrada, encara que les crítiques no van afectar Vanessa tenint en compte el seu èxit en la nova versió de  La gavina, obra que també va representar l'any següent sota les ordres de Sidney Lumet, en la qual va encarnar Nina, la filla d'un terratinent que es casa amb un home gran per a desgràcia del seu enamorat Kostia.
Per aquestes dates Vanessa es va posar a la pell de la ballarina Isadora Duncan a Isadora (1968), en la qual es considerava la dansa una oportunitat de transgressió, i que li va valer una altra candidatura a l'Oscar i a un altre premi del Festival de Cannes. Com a protagonista dels moviments contraculturals dels anys seixanta, Vanessa Redgrave va ser absorbida per la cultura oficial, participant en obres de teatre i en pel·lícules amb aparences acadèmiques: Mary, Queen of Scots  -on compartia repartiment amb Glenda Jackson- així com  The Trojan Woman -al costat d'Irene Papas- són simptomàtiques sobre això. En teatre va representar L'òpera dels tres penics, de Bertold Brecht, dirigida per Tony Richardson; i Nit de reis, on va encarnar a Viola, una jove aficionada al transvestisme.
Va rebre un Oscar per la seva actuació a Julia (1977).

### PremiOscarperJulia
En ple èxit professional es va presentar entre 1974 i 1979 a les eleccions generals pel Partit Revolucionari Trotskista. La seva filla Joely Richardson va dir en públic: « La meva mare va donar molts diners i durant anys no va treballar. Sempre estàvem de mudança perquè no podia pagar el lloguer. Així és com vam créixer amb la meva mare, amb la sensació que el nostre voltant s'esgotava ». Va compaginar l'esmentada activitat política amb la seva participació en films com Assassinat a l'Orient Express (1974).
El 1977 Fred Zinnemann li va donar un paper que s'ajustava al seu propi ideari personal: Julia, la millor amiga de Lillian Hellman, una revolucionària assassinada que pretenia que la seva companya es fes càrrec del seu fill, va ser el paper pel qual Vanessa va obtenir l'Oscar en quedar enterament fusionat el perfil del personatge amb la seva imatge pública. Setmanes prèvies a la cerimònia l'actriu s'havia proclamat simpatitzant de la causa palestina i membres de la comunitat jueva havia cremat una efígie seva. Quan va acceptar el premi, Vanessa, vestida amb una túnica vaporosa inspirada en models medievals, va oferir un discurs que va sacsejar el pati de butaques: « Benvolguts col·legues: volia donar-vos les gràcies. Penso que Jane Fonda i jo hem fet el millor treball de la nostra vida. Des d'aquí us saludo i reto tribut per no deixar-vos intimidar davant de les amenaces d'un grup de pinxos sionistes, el comportament dels quals és un insult a la verdadera talla dels jueus de tot el món. I us prometo que continuaré lluitant contra l'antisemitisme, l'opressió i el feixisme». Part del públic la va aclamar i Paddy Chayefsky la va amonestar en el transcurs de la cerimònia. Finalitzada la mateixa, Marsha Mason -Nominada aquell any per La noia de l'adéu- va dir que Vanessa era «molt valenta».

### Anys 80 i 90
Malgrat l'escàndol el seu ritme de treball no va decréixer. El 1979 va rodar Yankis sota les ordres d'un dels protagonistes del Free Cinema, John Schlesinger. En aquesta pel·lícula, Vanessa va interpretar una infermera el marit de la qual es troba combatent els nazis, el fill de la qual és maltractat a l'escola privada a la qual acudeix, i suporta les seves desgràcies mantenint un afer amb un militar americà (William Devane) assentat a terra britànica per planejar l'assalt a Normandia. Aquell mateix any va encarnar Agatha Christie al film Agatha, en el qual presentava una imatge de l'escriptora poc coneguda: la d'una dona, els valors victorians de la qual queden esfondrats davant del seu imminent procés de divorci del Coronel Christie (Timothy Dalton: actor amb qui compartia la seva vida personal) i que abraça la idea del suïcidi. La panoràmica que mostra les seves mitges trencades ofereix la visió d'una dona madura el món de la qual s'ha esvaït.
Igualment, James Ivory la va contractar per encapçalar el repartiment de Les bostonianes (1984). Aquí, Vanessa va interpretar Olive Chancellor, una sufragista enamorada d'una de les seves protegides i que no pot lluitar contra els valors i maneres del seu cosí Basil (Christopher Reeve). Encara que l'actriu va aconseguir la seva cinquena candidatura, l'Acadèmia tenia por de premiar-la, malgrat que aleshores pertanyia al menys radical Partit Laborista. Va repetir amb Reeve a l'obra teatral Els papers d'Arspen. El 1985 Michael Redgrave va morir mentre ella representava La gavina i protagonitzava The Wetherby al costat d'Ian Holm i Judi Dench. Els anys següents va centrar la seva activitat al teatre, seleccionant les seves intervencions per al cinema. Entre aquestes es trobava Retorn a Howards End, en la qual va interpretar un personatge als antípodes de la seva imatge: la seva Ruth Wilcocks era una dona apegada al seu marit, feliç amb el seu jardí i declarava estar en contra de tota activitat sufragista. Va arribar la seva sisena candidatura i encara que ella no va recollir una segona estaueta, va aplaudir ferventment la seva companya oscaritzada, Emma Thompson.
A aquests títols es sumaria A mont by the Lake (1995), on demostrava ser una dona gran plena de vitalitat i amb capacitat per seduir tant a joves (Alessandro Gassman) com a membres de la seva pròpia generació (Edward Fox); i Mrs. Dallaway. Aquests dos títols van aconseguir que la premsa destaqués la seva bellesa tardoral, convertint-se en una secundària de luxe en films com La casa dels esperits, Lulú on the Bridge, Innocència interrompuda, Missió: Impossible o Wilde. En la primera encarnava una matriarca xilena que moria el dia que naixia la seva neta. A la tercera a la directora d'un psiquiàtric. A la quarta, una dolenta que lluitava contra l'agent Ethan Hunt, i a l'última a la mare de l'escriptor Oscar Wilde i que patia l'escàndol públic i el linxament dut a terme contra aquest.
El 1998 va abandonar la seva militància en el Partit Laborista, indignada davant dels abusos policials en les manifestacions. I per això va continuar intervenint en pel·lícules de tall progressista com Cradle Will Rock, en la qual va interpretar a la dona de William Randolph Hearst, una milionària fastiguejada de la seva existència i que ajudava entusiasmada a l'esquerra acusada durant la Cacera de Bruixes.
Mentrestant continuava obtenint reconeixements. Al Festival Internacional de cinema de Sant Sebastià va rebre de mans de Núria Espert el Premi Donostia el 1998, obligant a cantar a la platea la lletra de John Lennon, Imagine. El 2000 va rebre el premi Globus d'Or pel seu paper al telefilm  Si les parets parlessin 2 .

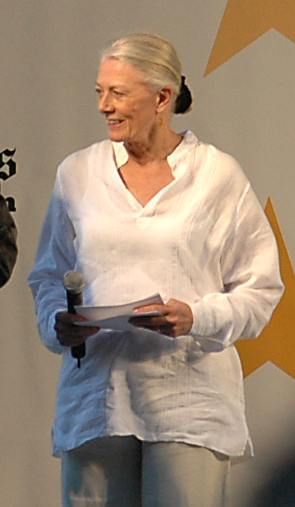
Vanessa Redgrave, l'any 2007

### Època recent
El canvi de segle va suposar la tornada a una intensa activitat política. El 2002 va declarar que Guantanamo era un «camp de concentració ». L'any següent, enfadada per la Guerra de l'Iraq, va refusar anar a la Cerimònia dels Oscars per rebre un homenatge conjunt a tots els intèrprets guardonats i es va quedar en Regne Unit fundant The Peace and Progress Party amb el seu germà Corin.
Va compaginar aquesta activitat amb la representació d'obres de teatre com El ventall de Lady Windermre, interpretant la mare de Joely Richardson. Davant de tanta feina, va rebutjar diverses ofertes cinematogràfics com Te amb Mussolini, La vida secreta de les paraules i The Hours, arran del seu paper com Mrs. Dallway an l'obra teatral Vita and Virgínia , on va encarnar Virginia Woolf.
Personalment van ser anys dramàtics: el 2002 va morir Rachel Kempson a casa del marit de Natasha, Liam Neeson; el 2002 van diagnosticar un càncer de mamà a Lynn - a qui va acollir a casa seva durant el període que va durar la quimioterapia-; i el 2005 Corin va patir un infart del qual es va recuperar.
El 2005 va obtenir un altre rol important a la pel·lícula The White Countess de nou sota la direcció d'Ivory, i a la qual va compartir protagonisme amb Natasha Lynn i Ralph Fiennes. Hi va interpretar una princesa desterrada per la Revolució Russa que usava els seus contactes a l'ambaixada per poder abandonar Xangai. A aquest títol li hem d'afegir Evening -on encarnava una malalta terminal- i Atonement
És, amb Helen Mirren i Barbara Hershey, l'única actriu britànica que ha obtingut dues vegades el Premi a la interpretació femenina del Festival Internacional de Cinema de Canes: el 1966 per Morgan! i el 1968 per Isadora, dues pel·lícules signades per Karel Reisz.
Es va casar amb el director Tony Richardson (1928-1991) de 1962 a 1967. Més tard, va tenir una relació de llarga duració amb l'actor Timothy Dalton.
El 2018 obté el Lleó d'Or per la carrera dins la Biennal de Venècia.

## Activisme polític
Vanessa Redgrave és coneguda al Regne Unit com a activista política d'extrema esquerra. Militant trotskista, ha estat candidata del Workers Revolutionary Party  a diverses eleccions. La seva militància a favor de Palestina li ha suposat certes polèmiques amb associacions jueves dels Estats Units.

## Filmografia
Filmografia i premis:
| Any  | Pel·lícula                                                   | Paper                            | Notes |
| ---- | ------------------------------------------------------------ | -------------------------------- | --- |
| 1958 | Behind the Mask                                              | Pamela Gray                      | |
| 1966 | Morgan: A Suitable Case for Treatment                        | Leonie Delt                      | Nominada - Oscar a la millor actriu; BAFTA millor actriu; Globus d'Or a la millor actriu musical o còmica Guanyadora - Premi a la interpretació femenina (Festival de Cannes) |
| 1966 | Un home per a l'eternitat (A Man For All Seasons)            | Anne Boleyn                      | |
| 1966 | Blow Up (Blow-Up)                                            | Jane                             | |
| 1967 | Camelot                                                      | Guinevere                        | Nominada – Globus d'Or a la millor actriu musical o còmica |
| 1968 | The Charge of the Light Brigade                              | Mrs. Clarissa Morris             | |
| 1968 | The Sea Gull                                                 | Nina                             | |
| 1968 | Isadora (The Loves of Isadora)                               | Isadora Duncan                   | Nominada - Oscar a la millor actriu; Globus d'Or a la millor actriu dramàtica Guanyadora - Premi a la interpretació femenina (Festival de Cannes)                             |
| 1969 | Oh! What a Lovely War                                        | Sylvia Pankhurst                 | |
| 1969 | Un racó tranquil al camp (Un tranquillo posto di campagna)   | Flavia                           | |
| 1970 | Dropout                                                      | Mary                             | |
| 1971 | Mary, Queen of Scots                                         | Mary, Queen of Scots             | Nominada - Oscar a la millor actriu; Globus d'Or a la millor actriu dramàtica                                                                                                 |
| 1971 | The Devils                                                   | Sister Jeanne                    | |
| 1971 | Vacation                                                     | Immacolata Meneghelli            | |
| 1971 | The Trojan Women                                             | Andromache                       | |
| 1974 | Assassinat a l'Orient Express (Murder on the Orient Express) | Mary Debenham                    | |
| 1975 | Out of Season                                                | Ann                              | |
| 1976 | The Seven-Per-Cent Solution                                  | Lola Deveraux                    | |
| 1977 | Julia                                                        | Julia                            | Guanyadora - Oscar a la millor actriu secundària; Globus d'Or a la millor actriu secundària                                                                                   |
| 1979 | Agatha                                                       | Agatha Christie                  | |
| 1979 | Ianquis (Yanks)                                              | Helen                            | |
| 1979 | L'illa de l'Ós (Bear Island)                                 | Heddi Lindguist                  | |
| 1981 | Playing for Time                                             | Fania Fenelon                    | Won - Emmy |
| 1983 | Sing Sing                                                    | Queen                            | |
| 1983 | Wagner                                                       | Cosima Wagner                    | |
| 1984 | Les bostonianes (The Bostonians)                             | Olive Chancellor                 | Nominada - Oscar a la millor actriu; Globus d'Or a la millor actriu dramàtica                                                                                                 |
| 1984 | Faerie Tale Theatre - Blancaneus i els set nans              | Reina Malvada                    | |
| 1985 | Wetherby                                                     | Jean Travers                     | |
| 1985 | Vapors (Steaming)                                            | Nancy                            | |
| 1985 | Three Sovereigns for Sarah                                   | Sarah Cloyce                     | |
| 1986 | Comrades                                                     | Mrs. Carlyle                     | |
| 1986 | Peter the Great                                              | Sophia                           | Nominada - Emmy |
| 1986 | Second Serve                                                 | Richard Radley / Renee Richards  | Nominada - Emmy |
| 1987 | Prick Up Your Ears                                           | Peggy Ramsay                     | Nominada – BAFTA a la millor actriu secundària; Globus d'Or a la millor actriu secundària                                                                                     |
| 1988 | Passió devoradora (Consuming Passions)                       | Mrs. Garza                       | |
| 1990 | Romeo and Juliet                                             | Mother Capulet                   | (veu) |
| 1991 | The Ballad of the Sad Cafe                                   | Miss Amelia                      | |
| 1991 | Young Catherine                                              | Empress Elizabeth                | Nominada - Emmy |
| 1992 | Retorn a Howards End (Howards End)                           | Ruth Wilcox                      | Nominada - Oscar a la millor actriu secundària |
| 1993 | A Wall of Silence                                            | Kate Benson                      | |
| 1993 | La casa dels esperits (The House of the Spirits)             | Nivea del Valle                  | |
| 1993 | Sparrow                                                      | Germana Agata                    | |
| 1993 | Ens miren (They watch)                                       | Florence Latimer                 | |
| 1994 | Mother's Boys                                                | Lydia Madigan                    | |
| 1994 | Retorn a Little Odessa (Little Odessa)                       | Irina Shapira                    | Guanyadora Copa Volpi a la millor actriu secundària al Festival Internacional de Cinema de Venècia                                                                            |
| 1995 | Un mes al llac (A Month by the Lake)                         | Miss Bentley                     | Nominada - Globus d'Or a la millor actriu musical o còmica |
| 1996 | Missió: Impossible (Mission: Impossible)                     | Max                              | |
| 1997 | Smilla, el missatge de la neu (Smilla's Sense of Snow)       | Elsa Lubing                      | |
| 1997 | Wilde                                                        | Lady Speranza Wilde              | |
| 1997 | Mrs. Dalloway                                                | Mrs. Clarissa Dalloway           | |
| 1997 | Déjà Vu                                                      | Skelly                           | |
| 1998 | Deep Impact                                                  | Robin Lerner                     | |
| 1998 | Lulu on the Bridge                                           | Catherine Moore                  | |
| 1999 | Cradle Will Rock                                             | Countess Constance LaGrange      | |
| 1999 | Innocència interrompuda (Girl, Interrupted)                  | Dr. Sonia Wick                   | |
| 1999 | Sense invitació (Uninvited)                                  | Mrs. Ruttenburn                  | |
| 2000 | Si les parets parlessin 2 (If These Walls Could Talk 2)      | Edith Tress (segment "1961")     | Emmy; Globus d'Or a la millor actriu secundària a sèries, mini-sèries o obres de TV; Screen Actors Guild                                                                      |
| 2000 | A Rumor of Angels                                            | Maddy Bennett                    | |
| 2001 | El jurament (The Pledge)                                     | Annalise Hansen                  | |
| 2001 | Jack and the Beanstalk: The Real Story                       | Comtessa Wilhelmina/Narradora    | |
| 2002 | The Gathering Storm                                          | Clementine Churchill             | Nominada – BAFTA a la millor actriu; Emmy; Globus d'Or; Screen Actors Guild                                                                                                   |
| 2002 | Crime and Punishment                                         | mare de Rodian                   | |
| 2002 | Searching for Debra Winger                                   | Herself                          | |
| 2002 | The Locket                                                   | Esther Huish                     | TV |
| 2003 | Byron                                                        | Lady Melbourne                   | TV |
| 2003 | Good Boy!                                                    | The Greater Dane                 | (veu) |
| 2004 | The Fever                                                    | Dona                             | Nominada - Screen Actors Guild millor actriu a mini-sèries o pel·lícules per TV                                                                                               |
| 2004 | Nip/Tuck                                                     | Dr. Erica Noughton (2004 - 2005) | TV (8 episodes) |
| 2005 | The Keeper: The Legend of Omar Khayyam                       | The Heiress                      | |
| 2005 | Short Order                                                  | Marianne                         | |
| 2005 | La comtessa russa (The White Countess)                       | Vera Belinskya                   | |
| 2006 | El príncep dels lladres (The Thief Lord)                     | Sister Antonia                   | |
| 2006 | Venus                                                        | Valerie                          | |
| 2007 | The Riddle                                                   | Roberta Elliot                   | |
| 2007 | Evening                                                      | Ann Lord                         | |
| 2007 | Expiació                                                     | Briony Tallis Adulta             | Nominada - Broadcast Film Critics Association |
| 2007 | How About You                                                | Georgia Platts                   | |
| 2010 | Cartes a Julieta                                             | Claire                           | |
| 2010 | The Whistleblower                                            | Madeleine Rees                   | |
| 2011 | Anonymous                                                    | Elisabet I d'Anglaterra          | |
| 2011 | Coriolanus                                                   | Volumnia                         | |
| 2012 | The Last Will and Testament of Rosalind Leigh                | Rosalind Leigh                   | |
| 2012 | Song for Marion                                              | Marion                           | |
| 2013 | El majordom                                                  | Annabeth Westfall                | |
| 2014 | Foxcatcher                                                   |                                  | |